# HD 3135
HD3135 є хімічно пекулярною зорею
спектрального класу
F3 й має видиму зоряну величину в
смузі V приблизно  9.6.
.

## Пекулярний хімічний вміст
Зоряна атмосфера HD3135 має підвищений вміст Si.